# Miasto Varaždinske Toplice
Miasto Varaždinske Toplice (chorw. Grad Varaždinske Toplice) – jednostka administracyjna w Chorwacji, w żupanii varażdińskiej. W 2011 roku liczyła 6364 mieszkańców.